# Буржский собор
Буржский собор (фр. Cathédrale Saint-Étienne de Bourges) — готический собор Св. Стефана во французском городе Бурж. Церковь является кафедральным собором архиепархии Буржа. Начало строительства этого грандиозного сооружения датируется концом XII века, освящение собора состоялось 13 мая 1324 года, однако работы над зданием продолжались вплоть до XVI века. За свою уникальную архитектуру, выразительные скульптуры и великолепные витражи XIII века в 1992 году собор был внесён в список объектов Всемирного наследия ЮНЕСКО. Отнесён к числу памятников национального наследия Франции.

## История строительства
Собор расположен в северо-западной части бывшего римского города Аварикум, давшего укрытие первым галльским христианам. На месте дошедшего до нас здания располагались, по крайней мере, три храма, построенные в III, IV и IX веках. Первый кафедральный собор XI века, следы которого сохранились в крипте последнего строения, был выполнен в романском стиле.
Дата начала строительства точно неизвестна, однако она располагается между 1183 и 1195 годами. Так как восточная часть собора выступает за пределы старых городских стен, то его строительство не могло быть начато до 1183 года — даты, когда было получено разрешение на их разрушение. 1195 год является датой документа, упоминающего расходы на реконструкцию предшествующего романского собора. Заметим, что даты начала строительства Буржского собора и знаменитого Шартрского собора практически совпадают.
Имена строителей Буржского собора до нашего времени не дошли.
Об этапах возведения сооружения можно судить по следующим данным. Нижняя церковь была построена около 1200 года. Известно об использовании хора в 1214 году, глазуровка витражей деамбулатория выполнялась между 1215 и 1225 годами, неф храма был завершён в 1230 году, после чего темпы работ значительно снизились. Большая часть западного фасада окончена в 1270 году, хотя строительство башен продолжалось несколько дольше. В 1313 году в южной башне появилась трещина, для борьбы с которой в середине XIV века к башне был пристроен контрфорс, но даже это не позволило использовать башню в качестве колокольни.
К моменту освящения Буржского кафедрального собора — 13 мая 1324 года — северная башня оставалась неоконченной. Работы над ней были завершены в конце XV века, однако в 1506 году она рухнула, разрушив и северную часть фасада. Новая северная башня и портал были заново построены в 1542 году и содержали отдельные элементы Эпохи Возрождения.
В отличие от других готических храмов, Буржский кафедральный собор мало пострадал от революций и войн, в которые была вовлечена Франция на протяжении пяти столетий, истекших после завершения его строительства.

## Архитектура
Храм имеет редкий для подобных сооружений план: трансепт, придающий христианским церквям традиционную крестообразную форму, в Буржском соборе отсутствует. Ширина главного нефа собора составляет 15 метров, длина равна 122 метрам, в высоту он имеет 37 метров, высота аркады — 20 метров. Два его боковых нефа представляют собой двухступенчатый объём, непрерывно окружающий апсиду.
Для укрепления внешнего объёма в конструкции сооружения используются регулярно расставленные аркбутаны, что позволило увеличить оконные проёмы, а, следовательно, и освещённость внутреннего пространства. Несмотря на использование аркбутанов — сравнительно нового архитектурного элемента, повышающего прочность конструкции, — собор имеет широкие несущие стены.
Отсутствие трансепта и большая высота нефа делает уникальной и внутреннюю форму собора, создавая захватывающую перспективу.
Западный фасад, имеющий 40-метровую ширину, входит в число наиболее широких фасадов готических соборов Франции. Он состоит из пяти порталов, соответствующих изолированным выходам из главного и четырёх боковых нефов. Все порталы украшены прекрасными скульптурами, а один из них посвящён житию Святого Стефана, в честь которого был возведён кафедральный собор. Фронтон центрального портала XIII века украшен скульптурной композицией, посвящённой Страшному Суду. Скульптуры северного и южного порталов были выполнены для более раннего романского собора и датируются примерно 1160 годом, деревянные двери порталов выполнены в конце XV века.
До наших дней дошла бо́льшая часть витражей собора, выполненных, как и Шартрские, в первой четверти XIII века. Из 25 витражей сохранились 22 и особенно интересны витражи деамбулатория в восточной части храма.
Нижняя церковь, или крипта, была построена около 1200 года и повторяет форму расположенного над ней деамбулатория. Крипта замечательна своими сводами и содержит надгробие герцога Жана Беррийского, кстати, в апсиде сохранились также статуя герцога и его жены. Расположенные в нефе собора астрономические часы существуют уже более пятисот лет и были впервые упомянуты в 1422 году.

## Галерея

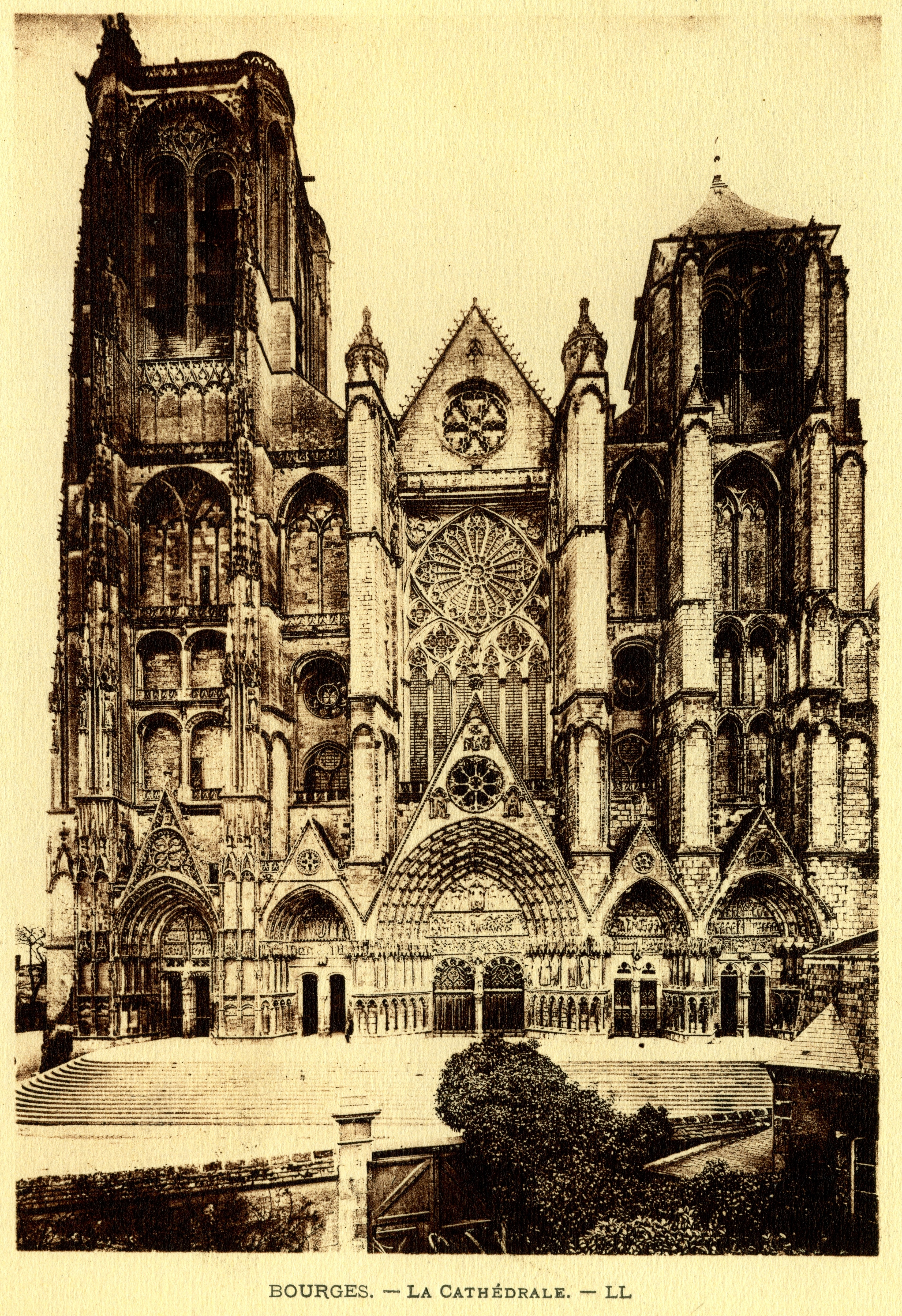
Западный фасад
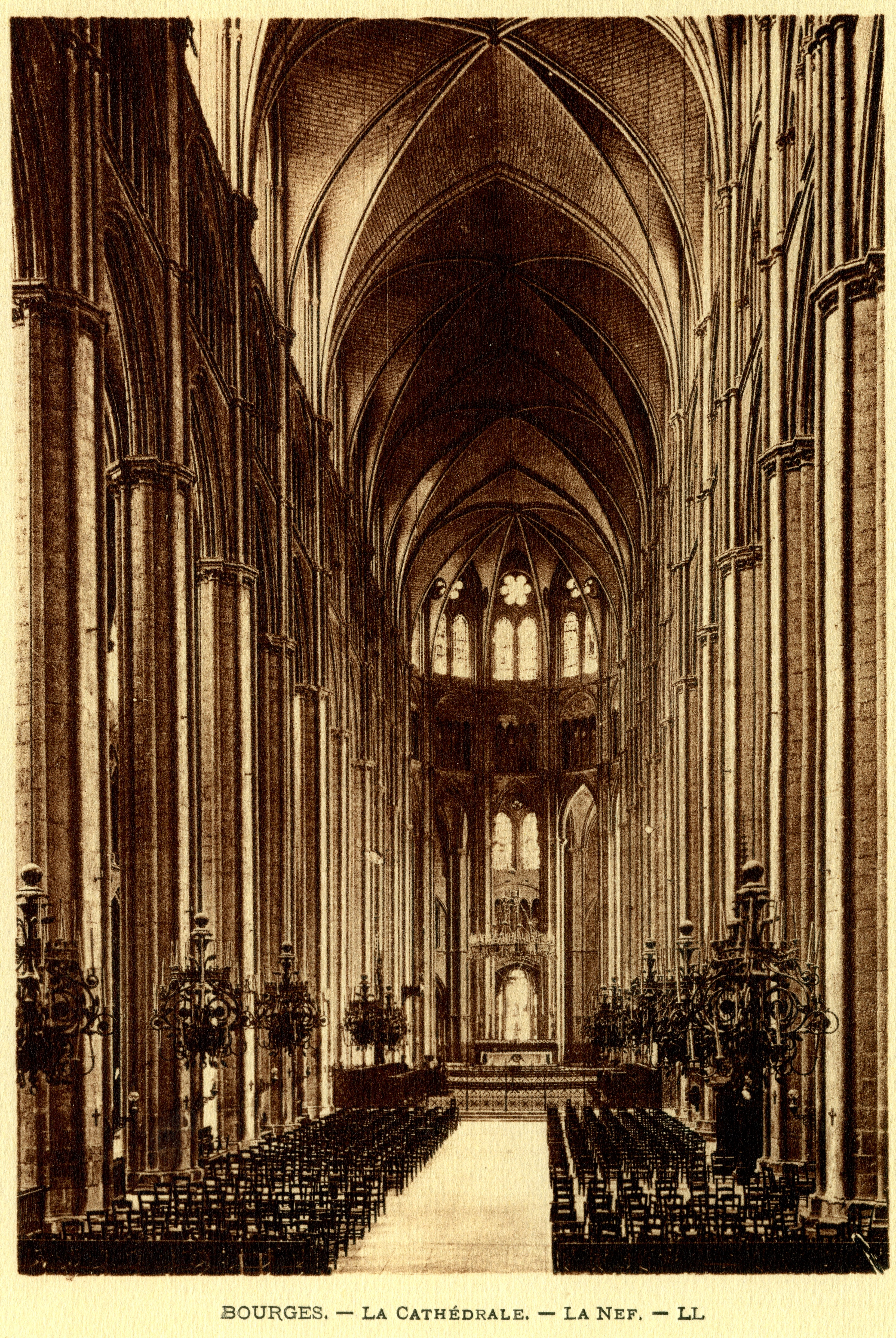
Неф Буржского собора
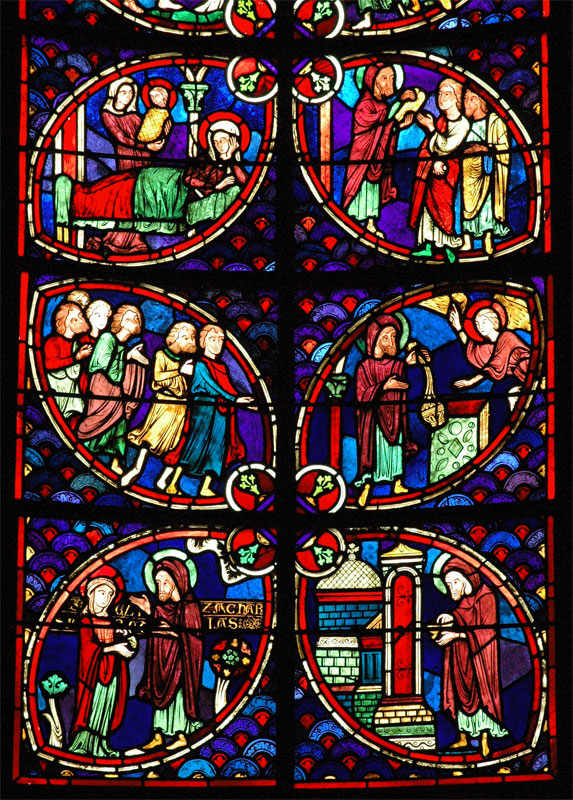
Витраж, посвящённый Иоанну Крестителю
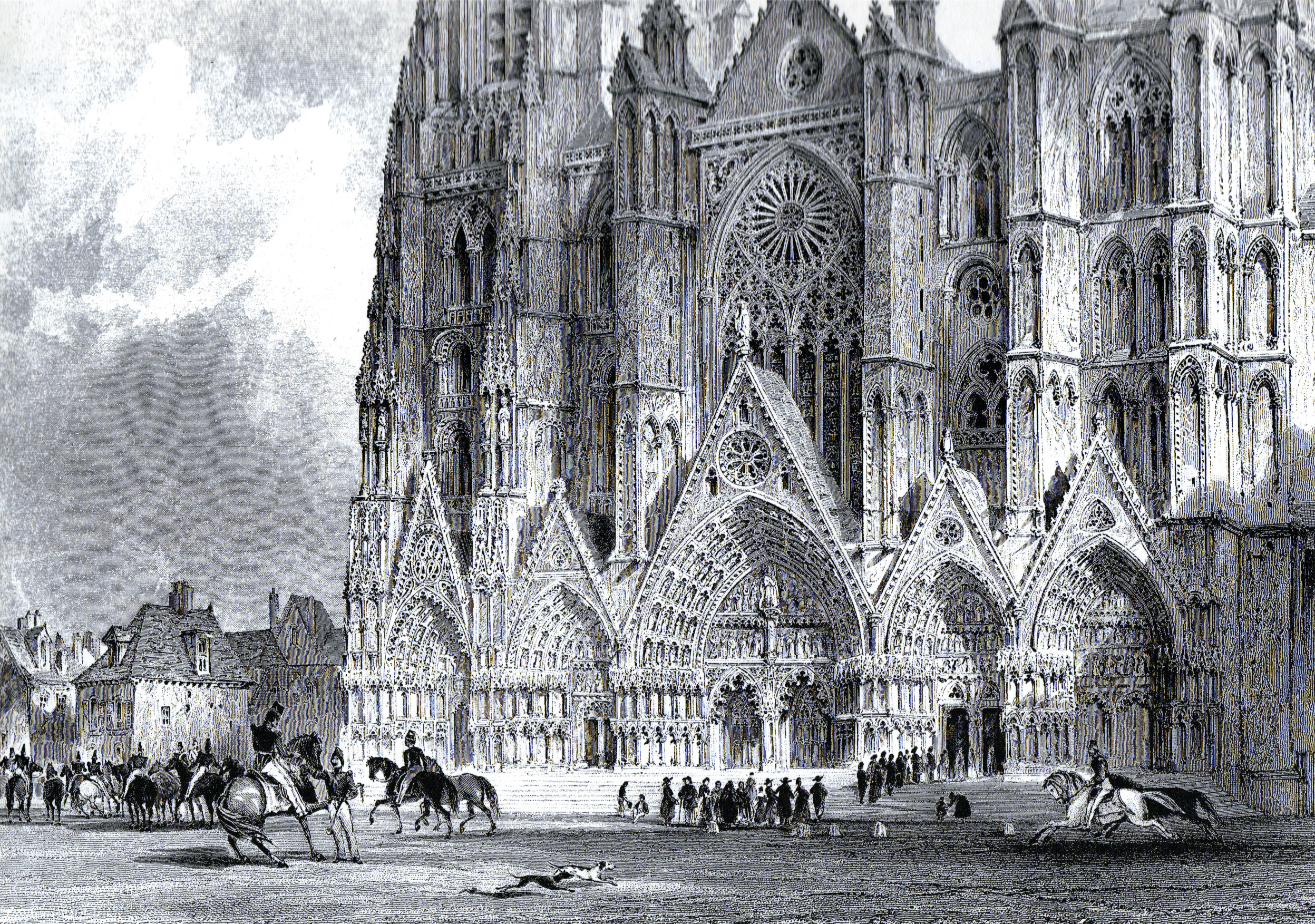
Нижняя часть западного фасада
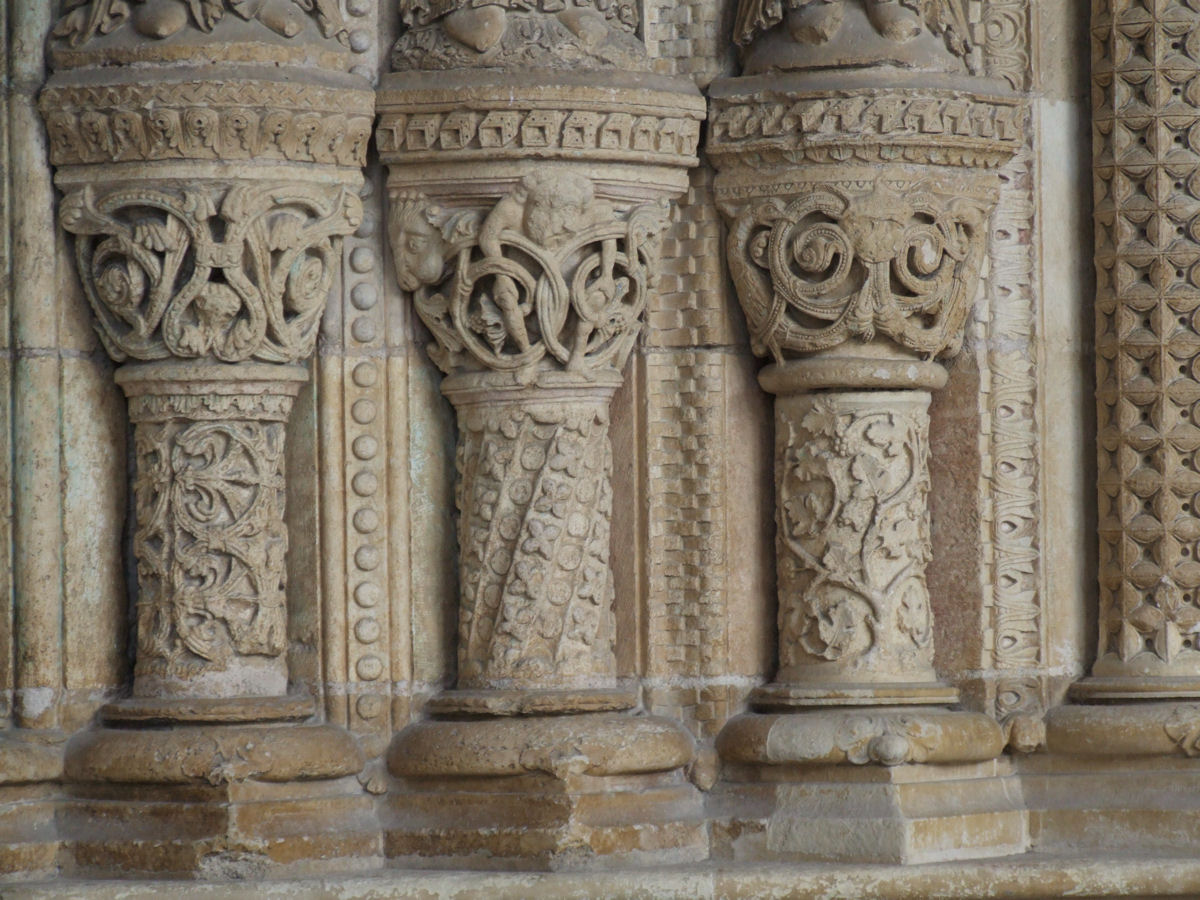
Романская резьба южного портала
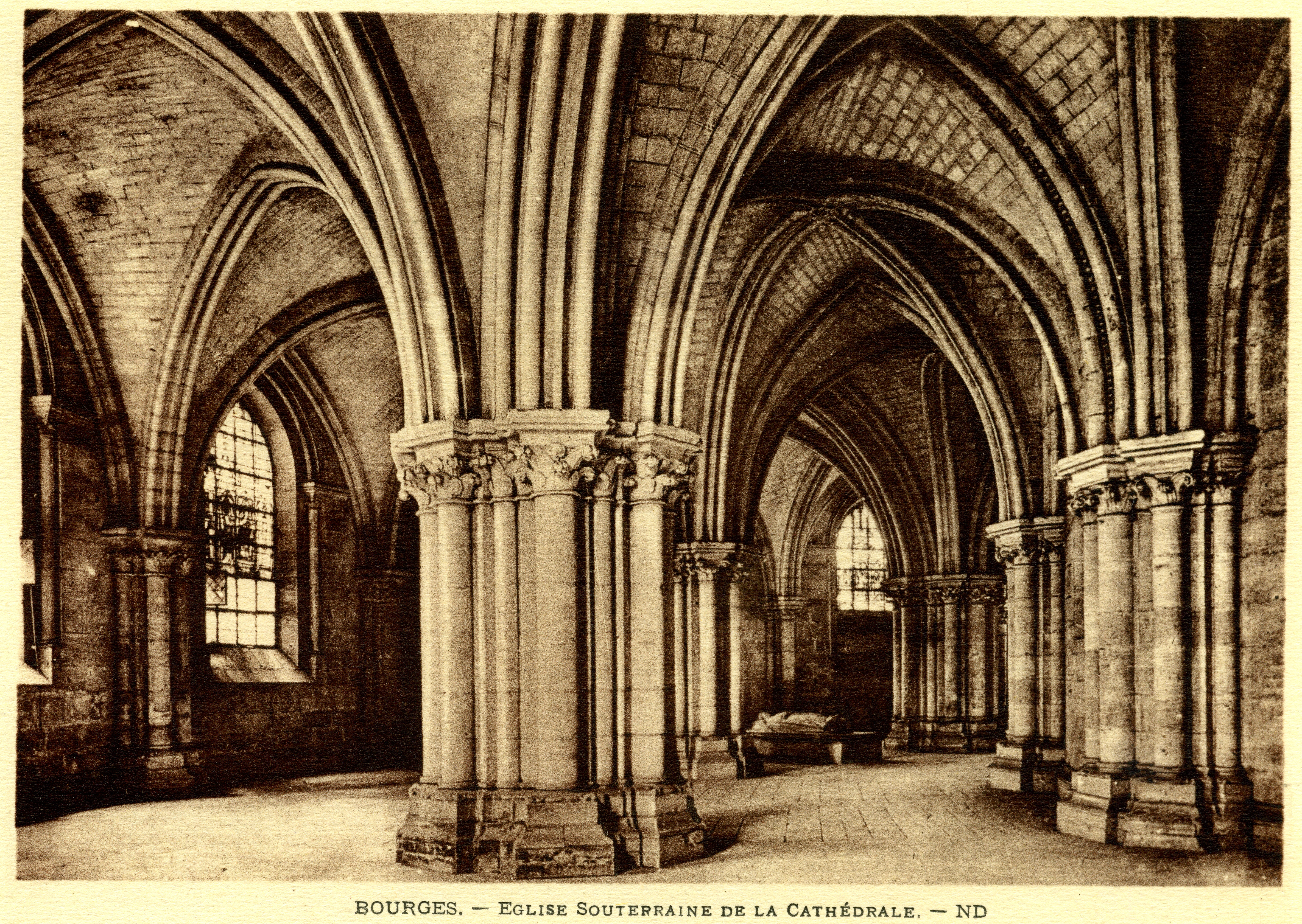
Нижняя церковь